# عملات تذكارية من بنما والمحيط الهادئ

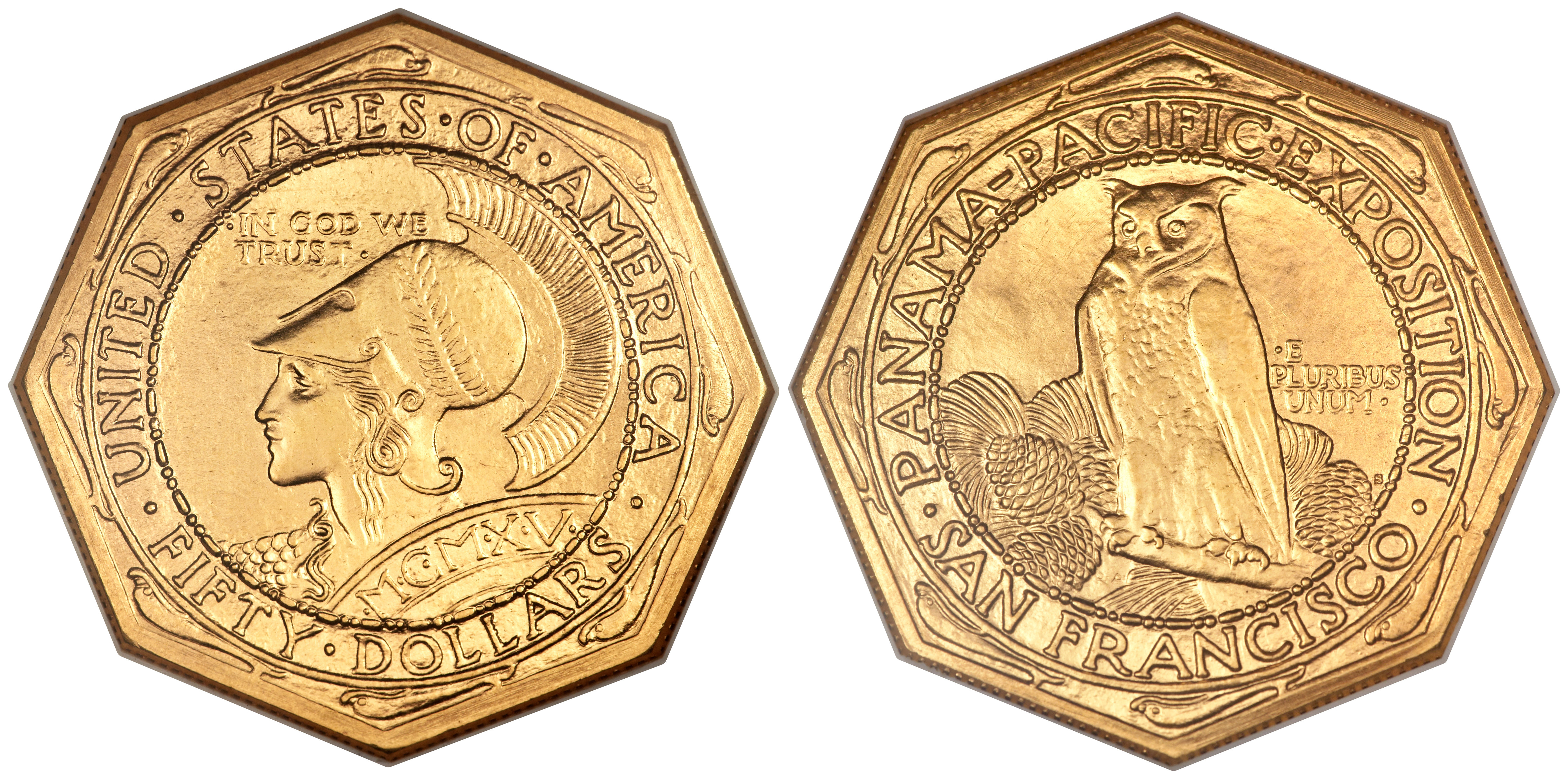
قطعة روبرت إنجرسول أيتكين المثمنة بقيمة 50 دولارًا

أنتجت العملات التذكارية الخمس لبنما والمحيط الهادئ بمناسبة معرض بنما والمحيط الهادئ الدولي عام 1915 في سان فرانسيسكو. وأصدرت هذه العملة في دار سك العملة في تلك المدينة، وتضمن الإصدار قطعًا نقدية مستديرة وثمانية الأضلاع بقيمة 50 دولارًا. باستثناء العملات المعدنية الحديثة فإن هاتين القطعتين الذهبيتين هما أعلى فئة قاموا بإصدارها على الإطلاق وأكبر العملات المعدنية التي قامت دار سك العملة الأمريكية بسكها على الإطلاق. حيث أن القطعة المعدنية المثمنة فئة 50 دولارًا هي العملة الأمريكية الوحيدة الغير مستديرة التي أصدرت.
أقر الكونجرس تشريعًا لإصدار نصف دولار من الفضة بالإضافة إلى دولار ذهبي وربع نسر (قطعة بقيمة 2.50 دولار) وقطعتين بقيمة 50 دولارًا: واحدة مستديرة والأخرى مثمنة الشكل في يناير 1915. وكانت دار سك العملة في ذلك الوقت قد استشارت الفنانين بالفعل. في البداية رفض وزير الخزانة ويليام جي ماكادو كافة تصاميمهم. وقد استمر اثنان منهم -هما: روبرت إنجرسول أيتكين بالنسبة للقطع النقدية من فئة الخمسين دولاراً وتشارلز كيك بالنسبة للدولار الذهبي- في المثابرة ونتج عن ذلك استخدام مقترحاتهما. صمم كبير النقاشين تشارلز إي. باربر وربما بمشاركة مساعده القديم جورج تي مورجان نصف الدولار وربع النسر.
باع عالم العملات البارز فاران زيربي العملات المعدنية في المعرض. ولكنها لم تباع بشكل جيد وقاموا بإرجاع العديد من كل طائفة من أجل الصهر. وزعت بضع مئات فقط من كل قطعة من العملات التذكارية بقيمة 50 دولارًا مما يجعلها العملات التذكارية الأقل سكًا. تصنف بمبلغ يصل إلى 200 ألف دولار اعتمادًا على الحالة.

## الخلفية

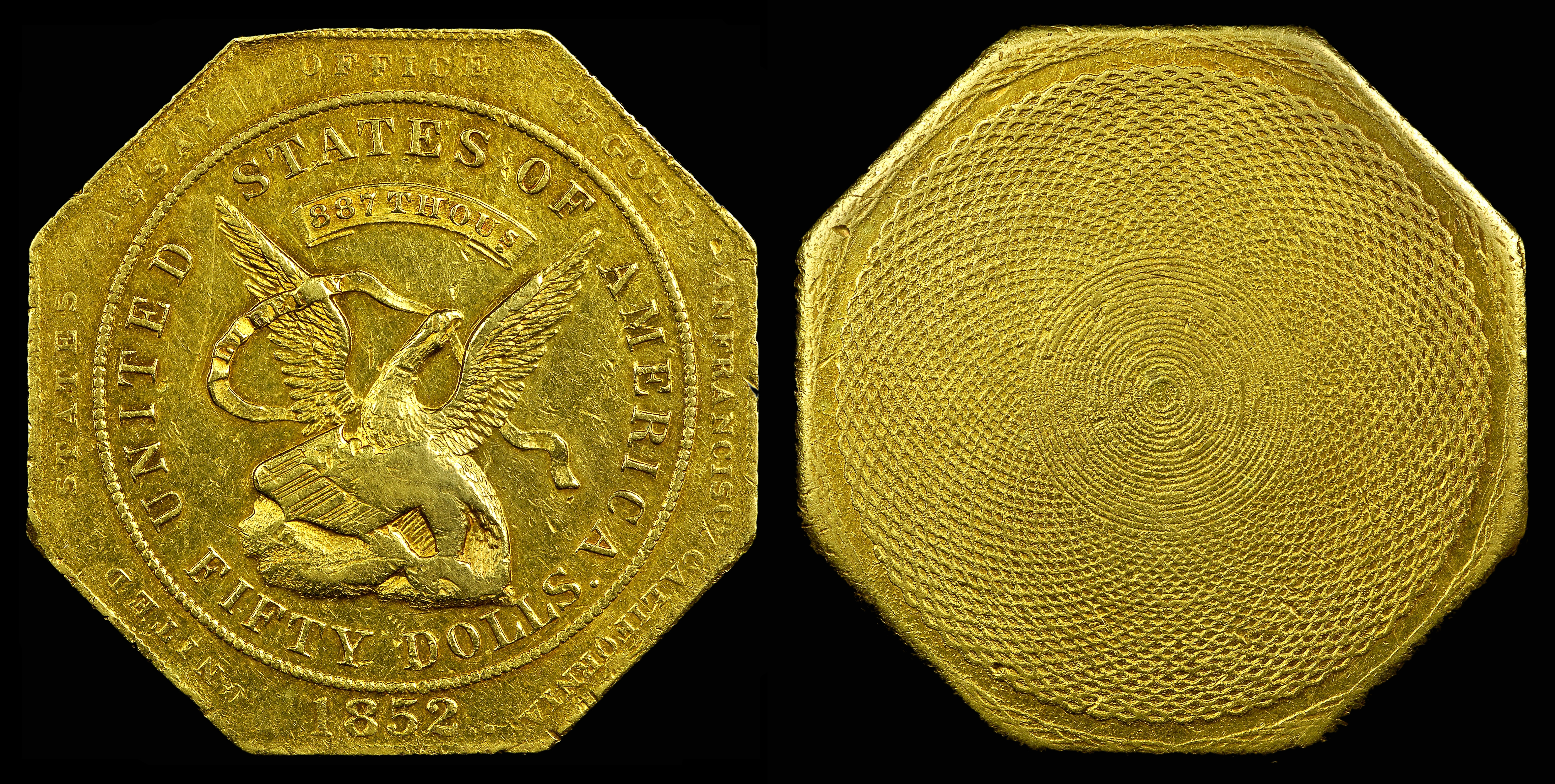
"الحلزون" بقيمة 50 دولارًا أمريكيًا من إنتاج أوغسطس هومبيرت لمكتب تحليل سان فرانسيسكو

سكت قطع ذهبية خاصة يُطلق عليها أحيانًا اسم "الذهب الرائد" عدة مرات خلال القرن التاسع عشر من السبائك المنتجة محليًا في المناطق التي كانت فيها العملات الفيدرالية نادرة. وجاءت هذه العملات غير الرسمية من مواقع تمتد من جورجيا إلى أوريغون. وتتراوح قيمة العديد منها بين 25 سنتًا إلى 50 دولارًا وهي من بقايا حمى الذهب في كاليفورنيا وتداعياتها. سكت فئة الخمسين دولارًا دور سك خاصة مثل شركة كيلوج آند كو. حيث كانت القطع الخاصة بقيمة 50 دولارًا مستديرة الشكل ولكن القطع التي سكها أوغست همبرت لمكتب التحليل [الإنجليزية] الأمريكي في سان فرانسيسكو -قبل إنشاء دار سك العملة في سان فرانسيسكو عام 1854- كانت مثمنة الشكل. لم تكن قطع هومبرت نقودًا بالمعنى القانوني -حيث لم يصرح الكونجرس بها كعملة قانونية- وكانت تعتبر رسميًا سبائك. ومع ذلك فقد احتوت على قيمتها الكاملة بالذهب. وكانت تحمل فئة "خمسون دولارًا" وكان يطلق عليها الجمهور اسم "الرخويات" أو "النسور الخماسية". قاموا بتداولها على نطاق واسع في كاليفورنيا وأماكن أخرى في الغرب الأقصى وقبلت على قدم المساواة مع العملات الذهبية الفيدرالية.
كل هذه القطع التي تبلغ قيمتها 50 دولارًا -سواءً كانت عامة أو خاصة نادرة جدًا وقيمة اليوم: إحدى القطع الثمانية التي صممها هومبرت- والتي يعود تاريخها إلى عام 1851 ولها حافة مكتوبة بيعت في مزاد عام 2010 مقابل 546250 دولارًا. كانت القطعة الوحيدة بقيمة 50 دولارًا التي أنتجها مكتب سك العملة في الولايات المتحدة قبل عام 1915 هي نصف الاتحاد النمطي لعام 1877، والتي أنتجت تجريبيًا في دار سك العملة في فيلادلفيا مع عدم الموافقة عليها كعملة متداولة.
في عام 1904 اقترح تاجر سان فرانسيسكو روبن هيل إقامة معرض في مدينته عام 1915؛ وذلك لإحياء ذكرى افتتاح قناة بنما وللاحتفال بالذكرى السنوية الأربعمائة لكون فاسكو نونيز دي بالبوا أول أوروبي معروف يشاهد المحيط الهادئ من الأمريكتين -وبعبارة أخرى اكتشف المحيط الهادئ-. ومع أن زلزال وحريق سان فرانسيسكو عام 1906 تسببا في انتكاسة مؤقتة لهذه الخطط إلا أنهما في الواقع أشعلا شرارة جمع تبرعات إضافية. كما قدم العديد من الأثرياء في كاليفورنيا الدعم المالي وقامت الولاية بمطابقة التبرعات الخاصة دولارًا مقابل دولار، وفي عام 1911 اختار الرئيس ويليام هوارد تافت سان فرانسيسكو بدلاً من منافستها -نيو أورليانز- لاستضافة المعرض.

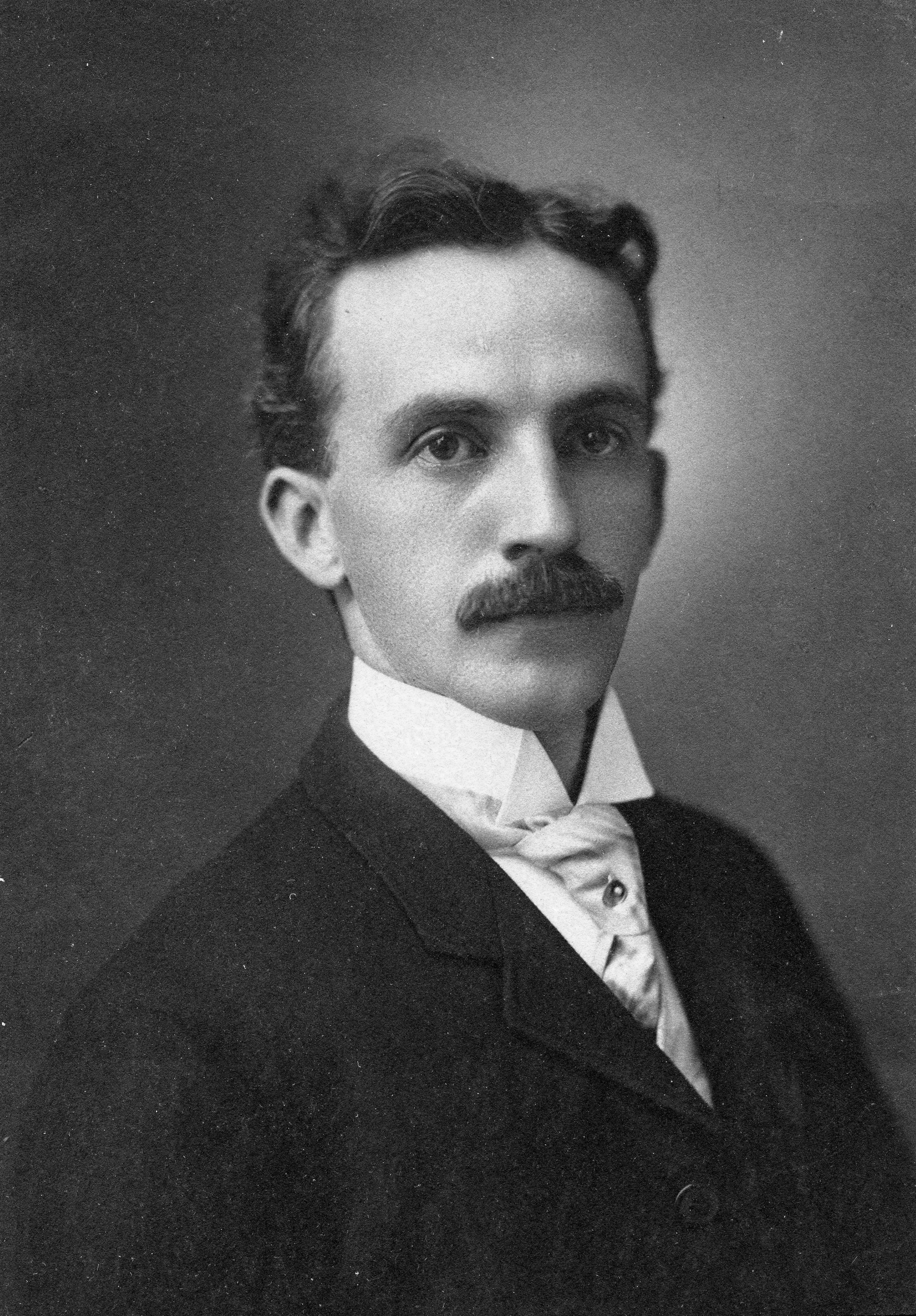
عالم العملات فاران زيربي

كان معرض بنما والمحيط الهادئ الدولي الذي بُني في سان فرانسيسكو بالقرب من البوابة الذهبية بتكلفة 50 مليون دولار مفتوحًا من 20 فبراير 1915 إلى 4 ديسمبر 1915. حضر المعرض حوالي 19 مليون شخص وكان نجاحًا كبيرًا، حيث حقق ربحًا كافيًا لبناء قاعة سان فرانسيسكو مع بقاء حوالي مليون دولار. قصر الفنون الجميلة هو المبنى الوحيد من المعرض الذي لا يزال قائما في الموقع.
وبعد ذلك لم تبع دار سك العملة العملات التذكارية للجمهور كما حدث في وقت لاحق. وبدلاً من ذلك فإن التشريع الذي يجيز التذكارية من شأنه أن يعين مجموعة أو منظمة لشراء العملات المعدنية من دار سك العملة بالقيمة الاسمية وبيعها للجمهور كوسيلة لجمع التبرعات. ومن بين أولئك الذين دفعوا نحو التشريع التذكاري في الماضي -وكانوا مشاركين في بيع العملات المعدنية الناتجة- كان فاران زيرب وهو جامع ومروج للعملات المعدنية والذي كان يشغل منصب رئيس الجمعية الأمريكية لعلم العملات بحلول عام 1914. كما كان زيربي شخصية مثيرة للجدل -شعر البعض أن العملات المعدنية التي كان متورطًا فيها قد بيعت بأسعار مبالغ فيها- لكنه ساعد في الترويج للهواية من خلال معرضه "أموال العالم" والذي أصبح فيما بعد جزءاً من متحف تشيس مانهاتن للمال.

## تشريع

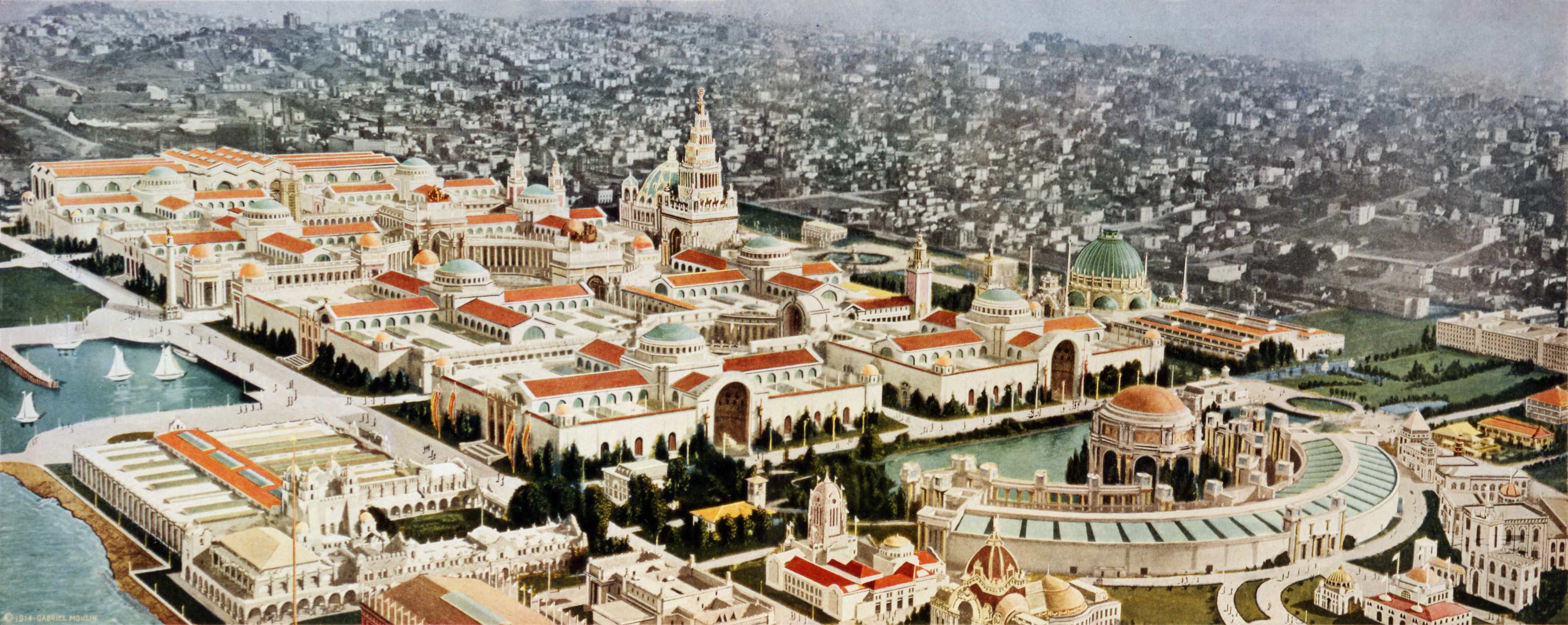
منظر جوي لمعرض بنما والمحيط الهادئ الدولي

قدمت العديد من المقترحات لعملات تذكارية بحلول منتصف عام 1914، مع عدم إصدار أي منها من قبل دار سك العملة منذ عام 1905. وكان أحد هذه المقترحات -والذي رعاه السيناتور النيويوركي إيليهو روت- يدعو إلى إصدار ربع دولار تذكاري بمناسبة مرور قرن من السلام فضلاً عن افتتاح قناة بنما في أغسطس/آب 1914. قدم مشروعين قانونيين يدعوان إلى إصدار عملات معدنية لإحياء ذكرى معرض بنما والمحيط الهادئ والاستفادة منه؛ وقد قدم عضو الكونجرس عن ولاية كاليفورنيا جوليوس كاهن مشروع القانون رقم 16902 في 3 يونيو 1914. قدم السيناتور عن ولاية نيوجيرسي جيمس إي مارتين مشروع قانون مجلس الشيوخ (أس.) 6309 إلى تلك الهيئة في 6 يوليو. وتطلب هذا القانون قطعتين بقيمة 50 دولارًا (واحدة مستديرة وأخرى مثمنة الشكل) وربع نسر أو 2.50 دولارًا من الذهب ودولار ذهبي تذكاري ونصف دولار. كانت القطع المثمنة الشكل تهدف إلى تذكير العملات المعدنية غير الرسمية بقيمة 50 دولارًا والتي سكت أثناء اندفاع الذهب.
وقد قاموا بإقرار مشروع قانون مارتن في مجلس الشيوخ في الثالث من أغسطس/آب بعد أن وافقت عليه لجنة المعارض الصناعية التي أحيل إليها المشروع. وكان الاعتراض الوحيد إجرائياً من جانب النائب ريد سموت من ولاية يوتا: إذ كان ينبغي بدلاً من ذلك إحالة مشروع القانون إلى لجنة مجلس الشيوخ للشؤون المصرفية والعملة أو لجنة المالية التابعة لها والموافقة عليه من جانبها. ولم يعترض سموت ولا أي عضو آخر في مجلس الشيوخ على مشروع القانون نفسه والذي أشارت مارتن إلى أنه يحظى بدعم وزير الخزانة ويليام جي ماكادو. أرسل مشروع القانون رقم 6309 في اليوم التالي إلى مجلس النواب حيث تمت إحالته إلى لجنة العملات والأوزان والمقاييس. وقد خرجت هذه اللجنة في الأول من سبتمبر عام 1914 مع عدة تعديلات أحدها زيادة إجمالي عدد العملات النقدية المصرح بها من فئة الخمسين دولارًا من 2000 إلى 3000. ناقش مجلس النواب مشروع القانون أس. 6309 لفترة وجيزة في 4 يناير 1915، ومُرر بعد أن اقترح كاهن بنجاح تعديلاً طفيفًا لحذف علامة الدولار من عبارة "عملات فضية من فئة 50 سنتًا لكل منها". ثم وافق مجلس الشيوخ على تعديلات مجلس النواب بعد يومين وأقر مشروع القانون دون سؤال أو تغيير أو معارضة ووقعه الرئيس وودرو ويلسون ليصبح قانونًا في 16 يناير.

## التحضير
وبمجرد تقديم مشروع قانون كاهن إلى مجلس النواب بدأ مدير دار سك العملة جورج إي. روبرتس في اتخاذ الترتيبات غير الرسمية للتحضير للإصدار التذكاري. وقد نص مشروع القانون على أربعة تصميمات مختلفة (ستختلف القطعتان اللتان تبلغ قيمة كل منهما 50 دولارًا بشكل أساسي في الشكل) -بالإضافة إلى ميدالية تذكارية سيتم بيعها لزوار المعرض- مع منح ميدالية كمكافئة للفائزين بالجوائز. وكان من المقرر أن يسك مكتب سك العملة كل هذه القطع وطلب روبرتس من لجنة الفنون الجميلة أن ترشح فنانين. ومن بين الأسماء التي قُرر التوصية بهم كان أدولف أ. وينمان (الذي صمم عملة العشرة سنتات ميركوري ونصف الدولار من نوع ووكنغ ليبرتي في عام 1916) وبيلا إل. برات (مبتكر قطعة الذهب إندين هيد لعام 1908). ومن بين الآخرين النحاتين إيفلين بياتريس لونجمان وروبرت آي. أيتكين وتشارلز كيك وبول مانشيب.
كتب روبرتس إلى العديد من النحاتين ووجد أن أيتكين مهتم بإنشاء القطع التي يبلغ سعرها 50 دولار. وانتهت المفاوضات الأولية بين مدير دار سك العملة مع أيتكين بشأن العملات الذهبية الكبيرة ومع مصمم عملة البوفالو نيكل جيمس إيرل فريزر بشأن ميدالية الجائزة وذلك عندما استقال روبرتس في نوفمبر/تشرين الثاني لتولي وظيفة مصرفية. فعين ماكادو الدكتور فريدرك ديوي مديراً بالإنابة لدار سك العملة. ولم يفعل ديوي وماكادو الكثير فيما يتصل بالعملات التذكارية لبنما والمحيط الهادئ حتى بدأ الكونجرس في تمرير التشريع الذي يجيز ذلك في أوائل يناير/كانون الثاني 1915. وبمجرد أن مرر في كلا المجلسين -كان ينتظر توقيع ولسون- رتب ديوي اجتماعًا في نيويورك مع أيتكين وكيك ولونجمان ومانشيب. إذ يتطلب القانون الترخيص من دار سك العملة أن تبدأ في تسليم العملات المعدنية بحلول تاريخ افتتاح المعرض 20 فبراير 1915 ومع أن هذا أثبت عدم جدواه إلا أن دار سك العملة تحركت بسرعة. ووافق ماكادو على اختيارات أيتكين للقطع النقدية من فئة الـ50 دولار ولونجمان للربع نسر وكيك للدولار ومانشيب لنصف الدولار في 21 يناير. حيث كان جميع الفنانين الأربعة في العمل بالفعل واستجاب أيتكين لإخطار توظيفه بناءً على تقديم تصميمات كانت مشابهة للعملات المعدنية الفعلية.
بحلول 29 يناير قدم جميع الفنانين الأربعة نماذج برونزية لمقترحاتهم. وأرسل ديوي هذه الرسومات إلى ماكادو الذي طلب النصيحة من لجنة الفنون الجميلة (التي أعجبت بها) ومساعده ويليام مالبورن (الذي لم يعجبه) والنقاش الرئيسي تشارلز إي. باربر وآخرين في دار سك العملة في فيلادلفيا (الذين قدموا اقتراحات). وكان ماكادو قد طلب من دار سك العملة إعداد تصاميم بديلة لجميع العملات -وقام باربر بذلك- بدءًا بنصف الدولار. أرسل رفض لجميع الفنانين الخارجيين الأربعة في 5 فبراير بسبب توقيع ماكادو. والأسباب وراء ذلك غير مؤكدة حيث أن الرفض كان مقتضبًا - ويؤكد أنتوني سوياتيك ووالتر برين -في مجلدهما عن الاحتفالات- أن معارضة مالبورن كانت حاسمة.
احتج جميع الفنانين الأربعة الخارجيين. ولم تجد اعتراضات مانشيب أي جدوى. فاختار ماكادو التصميم الذي قدمه باربر مقابل نصف دولار. وطلب لونجمان توضيحاً وقدّم تصاميم جديدة وجاء إلى واشنطن لمناقشة المسألة. وفقًا لرسالة من ديوي بعد عدة أشهر مرضت هناك ولم تتمكن من المشاركة بشكل أكبر. ويرى المؤرخ المتخصص في علم العملات روجر بورديت أن هذا التفسير غريب ويقترح أنه ربما كان هناك سبب آخر. اختير باربر لتصميم ربع نسر. واعترض كل من أتيكن وكيك على لجنة الفنون الجميلة وعلى ماكادو. كما قدم كيك أيضًا تصميمات إضافية. التقى الرجلان مع ماكادو ومالبورن وديوي في واشنطن، واتفقا على إدخال تغييرات على التصاميم المقترحة. وبعد الانتهاء من ذلك حدثت الموافقة على القطع النقدية من فئة 50 دولارًا و1 دولارًا في 6 مارس 1915. حدثت الموافقة على نصف دولار بعد يومين. وقدّم باربر تصميماته للربع نسر في 16 مارس. وقد لاقت هذه المقترحات ترحيباً حاراً في وزارة الخزانة وأقروا الموافقة عليها.

## التصاميم

### نصف دولار باربر وربع النسر

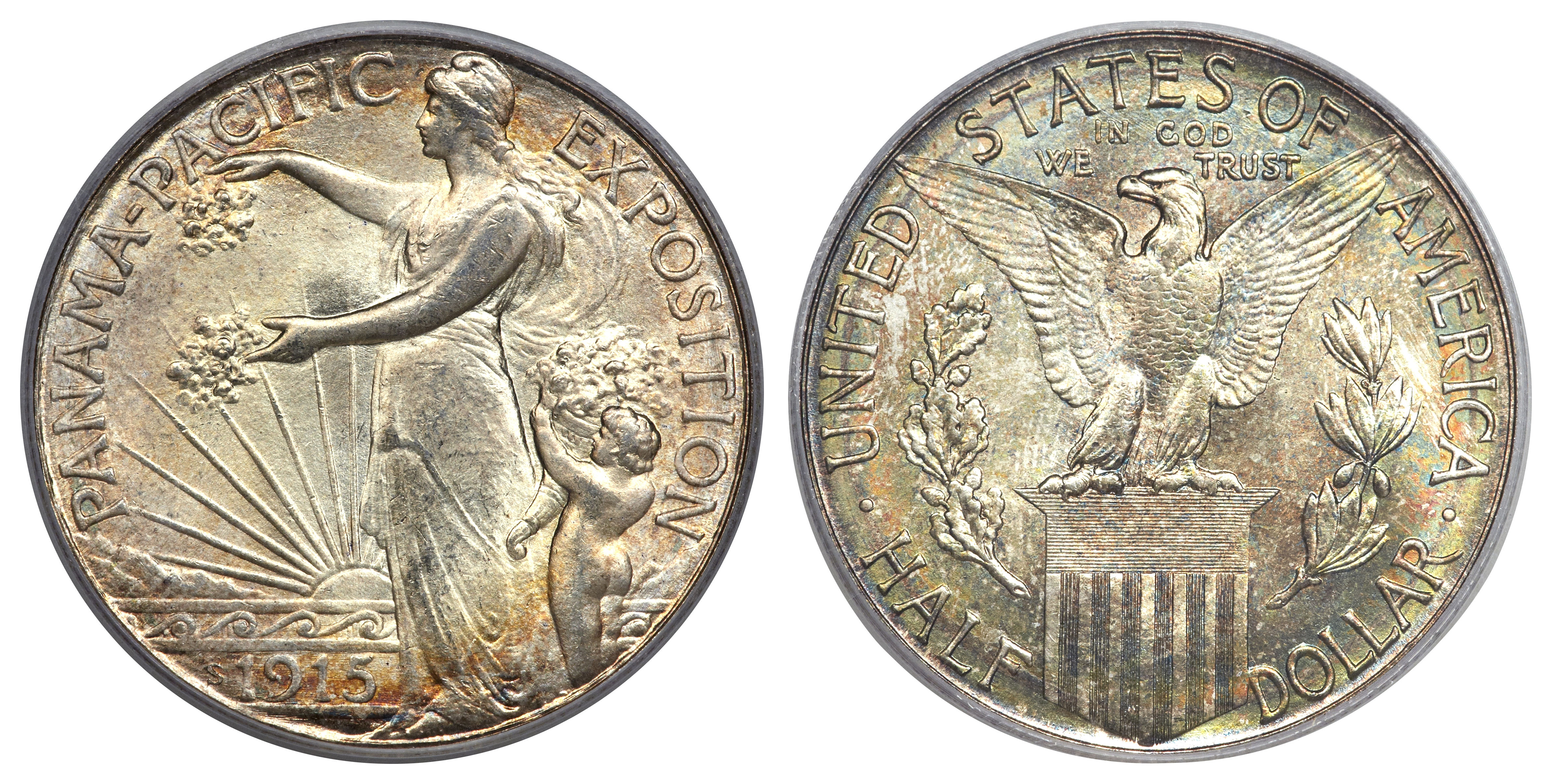
نصف دولار بنما والمحيط الهادئ

إلى أي مدى يجب أن يُنسب الفضل إلى مساعد النقاش في دار سك العملة (لاحقًا كبير النقاشين) جورج تي مورجان في العمل على نصف الدولار وربع النسر، ولم يكن مسؤولو دار سك العملة وموظفوها متسقين في هذه النقطة. قالت مساعدة المدير ماري إم. أوريلي في عام 1936 إن سجلات المكتب تشير إلى أن باربر كان المصمم. وفي وقت لاحق من العام نفسه أحالت بيانًا من موظف لم يُذكر اسمه في دار سك العملة في فيلادلفيا يفيد بأنه بحكم طبيعة العلاقة الطويلة بين باربر ومورجان (كان مورجان مساعدًا لباربر لمدة 37 عامًا) فإن النقاشين كانا يتشاوران كثيرًا وأن تقنية مورجان "واضحة جدًا على جانبي العملتين المعدنيتين". استنتج الموظف أنه "لا يمكن ارتكاب أي خطأ -في رأيي- في نسب هاتين العملتين إلى الرجلين. وأنا متأكد من صحة هذا." س: يذكر ديفيد باورز في كتابه عن العملات التذكارية النزاع، وينسب الفضل إلى باربر على وجهي العملتين، وينسب الفضل إلى الرجلين على ظهر نصف الدولار. ويؤكد أن مورغان هو من ابتكر الوجه الآخر لربع النسر.
يصور الوجه الأمامي لنصف الدولار كولومبيا التي تنثر الفاكهة والزهور من قرن الوفرة الذي يحمله طفل صغير عاري. خلفهم تغرب الشمس خلف بوابة سان فرانسيسكو الذهبية التي لم يزينها جسرها بعد. وقد أشار توم لامار في مقالته عام 1987 حول قضية بنما والمحيط الهادئ، إلى أن عمال المناجم اعتبروا البوابة الذهبية علامة على الحظ السعيد واقترح أنه ربما كان من الأفضل تصويرها على عملة ذهبية. ووفقًا لبورديت فإن الوفرة تُظهر التقدم في التجارة الذي جلبته القناة مع أن تقرير مدير دار سك العملة لعام 1915 ينص على أنها "تدل على الموارد اللامحدودة للغرب". يعتمد الوجه الأمامي على أعمال باربر السابقة وخاصة الميداليات التي قدمها للجنة التحليل السنوية. إن بين الشمس والتاريخ يوجد تمثيل للموجات يمثل الموضوعات البحرية للمعرض. وعلامة دار سك العملة الخاصة بسان فرانسيسكو س تقع على يسار التاريخ. حيث يصور الوجه الخلفي نسرًا فوق درع الاتحاد محاطًا بأغصان الزيتون -يرمز إلى السلام- وهو أمر وجده سوياتيك وبرين ساخرًا نظرًا لإصدار العملة أثناء الحرب العالمية الأولى والبلوط وكان هذا الأخير خيارًا لم يتمكنوا من تفسيره. كما اعتبر تقرير مدير دار سك العملة لعام 1915 أن قسم البلوط "رمز للقوة". ويشير بورديت إلى أن التصميم الأصلي لباربر كان يحيط بالدرع دولفينان يمثلان المحيطين اللذين يلتقيان بينهما القناة بدلاً من الفروع، ويتكهن بأن "ماكادو إما لم يفهم الاستعارة أو لم يهتم بها أو ببساطة لم يحب الثدييات المائية على العملات المعدنية". ربما كان ماكادو يعاني أيضًا من وفرة الدلافين حيث أن الدولار والقطع النقدية المثمنة فئة 50 دولارًا تحملها - فقد أزيلت تلك الموجودة على نصف الدولار واستبدلت بالفروع.
اعتبر مؤرخ الفن كورنيليوس فيرمول أن الوجه الأمامي لنصف الدولار "نقطة منتصف الطريق بين التصميمات الموجودة على القطع الفضية الفرنسية في أوائل القرن الجديد ولوحة "الحرية المتحركة" للفنان إيه إيه وينمان لنصف الدولار". كما تحمل القطعة النقدية بقيمة خمسين سنتًا شعار "نحن نثق في الله" كما هو الحال مع القطع النقدية بقيمة 50 دولارًا وهي أول العملات التذكارية التي تعرض هذا الشعار. استخدم هذا الشعار لأول مرة على العملات المعدنية الأمريكية في عام 1864. أما في القرن التاسع عشر فلم يكن استخدام هذا الشعار إلزاميًا لكنه ظهر مع ذلك على معظم فئات العملات الأمريكية بحلول مطلع القرن العشرين. وفي عامي 1907 و1908 كانت هناك اعتراضات كثيرة على حذف الشعار من العملات الذهبية من فئة العشرة دولارات والعشرين دولارًا التي صممها أوغسطس سانت جودنز. ورداً على الاحتجاج العام أقر الكونجرس في عام 1908 تشريعاً يتطلب وجودها على أي عملة متداولة كانت تحملها في السابق كما كانت الحال مع القطعتين الذهبيتين حتى عام 1907. ولقد تُركت صياغة القطع الخاصة باتفاقية بنما والمحيط الهادئ لتقدير وزير الخزانة ولكن المسؤولين ربما تذكروا المشاجرة. ثم اقترح سوياتيك وبرين أن المشاركين في إنشاء التصميم أو الموافقة عليه ربما تحركوا لتجنب الجدل.

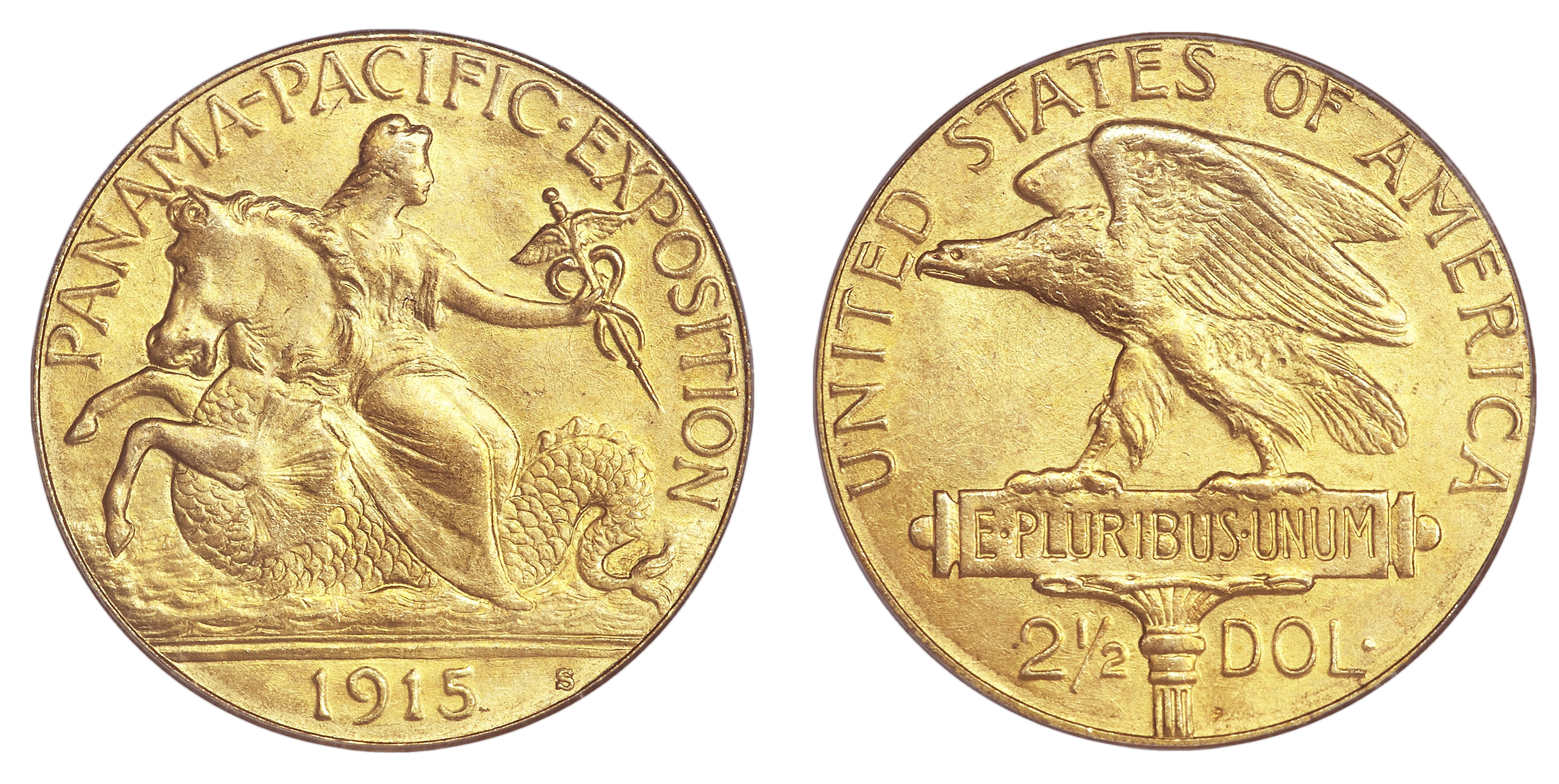
ربع النسر

ربع نسر باربر (أول عملة من هذه الفئة تصدر تذكارية) تصور -وفقًا لتقرير مدير دار سك العملة- "كولومبيا والتي تمثل الولايات المتحدة جالسة [على] حصان البحر الأسطوري [الحُصين] راكبة عبر مياه القناة وحاملة عصا هرمس في قبضتها -شعار التجارة والتبادل التجاري- داعية دول العالم لاستخدام الطريق الجديد من المحيط إلى المحيط. وعلى الظهر: نسر أمريكي يرتكز على راية تحمل شعار "من الكثرة واحد"". كما توجد علامة دار السك على الوجه الأمامي على يمين التاريخ. واقترح سوياتيك وبرين أن عصا الكادوسيوس (في الاستخدام الحديث رمز للطب) و"يقال إنها تمثل الإنجازات الطبية التي حققتها حملة العقيد ويليام سي. جورجاس الناجحة" للسيطرة على الملاريا والحمى الصفراء في موقع القناة. لقد كتبوا أنه على الوجه الآخر "ربما يشير النسر المتحدي إلى ضرورة إبقاء القناة مفتوحة أثناء الحرب العالمية الأولى، والتكوين بأكمله يهدف إلى الإشارة إلى معيار الفيلق الروماني الذي كان عبارة عن عمود يعلوه جهاز من هذا القبيل".
يعتقد فيرمول أن الوجه الأمامي لربع النسر مشتق من عملات اليونان القديمة التي تصور "نيريد -ربما ثيتيس- التي تحمل درع أخيل على حصان". واقترح أن ربع النسر الموجود على الوجه "قد يكون إجابة باربر على مطالبة ثيودور روزفلت وأغسطس سانت جودنز بعملات معدنية حديثة على الطريقة اليونانية". إن الوجه الخلفي لنصف الدولار إلى جانب الوجه الخلفي لربع النسر "يمثلان سيمفونيات كلاسيكية من التصاميم القديمة وهي زخارف تعود إلى النسور والدروع التي صممها [أسلاف تشارلز باربر كرئيس للنقاشين] لونجاكر وويليام باربر والتي نقحت إلى شكل حديث."

## الدولار وقطع الـ 50 دولار
كان وجه الدولار الذي صممه تشارلز كيك أحد التصميمات البديلة المقدمة إلى ماكادو حيث يصور رأس عامل بناء قناة بنما بدون زخارف — وكان المفهوم الأصلي لكيك يتضمن بوسيدون وهو إله البحر في الأساطير اليونانية. العامل الذي يمثل العمالة اللازمة لبناء القناة حيث يُخطئ البعض أحيانًا في اعتباره لاعب بيسبول. كما يحتوي ظهر عملة كيك على الكلمات "معرض بنما والمحيط الهادئ" و"سان فرانسيسكو" وفئة العملة ودلفينين يرمزان إلى التقاء المحيطين الأطلسي والهادئ بواسطة القناة. وتوجد علامة السك أسفل الحرفين دي وأوه في كلمة "دولار".
وصف فيرمول دولار كيك بأنه "استخدام مبتكر وجريء للمساحة المحدودة التي توفرها عملة معدنية صغيرة ورقيقة كهذه. وبالمقارنة مع الدولارات الذهبية السابقة تُعتبر هذه العملة عملاً فنياً." وأشار عالم العملات آرلي سلابو -في مجلده عن العملات التذكارية- إلى أن دولار بنما-المحيط الهادئ "يتميز بتصميم أمريكي جريء ومختلف تماماً عن الأنماط الكلاسيكية المستخدمة في الفئات الأخرى".
وقد شرح أيتكين تصميمه للقطع التي يبلغ سعرها 50 دولارًا:

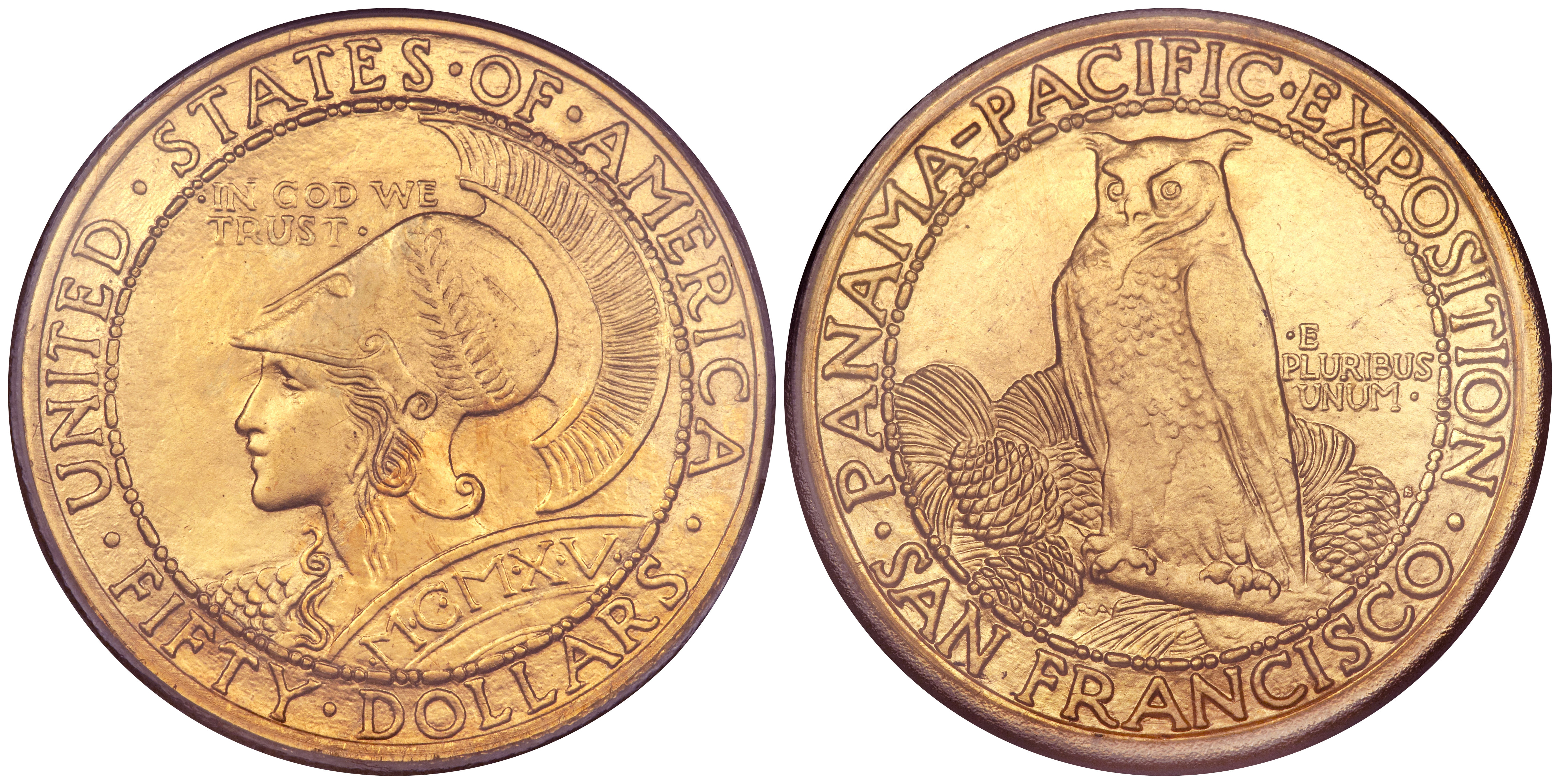
قطعة روبرت إنجرسول أيتكين المستديرة بقيمة 50 دولار

ترتدي الإلهة خوذة متوجة كما كانت نظيرتها اليونانية -بالاس أثينا- تُصوَّر عادةً على العملات المعدنية القديمة، وتدفع إلى الخلف للدلالة على نواياها السلمية. إنها ترتدي البريد وهو ما وجده سوياتيك وبريين تناقضًا غريبًا. كما تحمل على درعها الأرقام الرومانية MCMXV لعام 1915 وهو الاستخدام الثاني للأرقام الرومانية على العملات المعدنية الأمريكية بعد الأنواع المبكرة من النسر المزدوج ساينت جودنز لعام 1907. ومع أن أيتكين كان قد عبر في الأصل عن التاريخ بأنه "1915" في رسوماته الأصلية إلا أنه سرعان ما غير رأيه، "نظرًا لأن هذه التصميمات لن تُستخدم في أي عام آخر فلن تكون هناك حاجة لتغيير العام كما يجب علينا أن نفعل في العملات الأخرى."
في كتابه عن العملات التذكارية وصف كيفن فلين الفرع الذي تقف عليه البومة بأنه فرع شجرة الصنوبر البونديروسا، حيث يمكن رؤية العديد من المخاريط. والتصميم الموجود على القطعة المثمنة أصغر من التصميم الموجود على القطعة المستديرة؛ للسماح بمساحة للحدود التي تحتوي على الدلافين. توجد علامة دار السك على الوجه الخلفي بجوار مخروط الصنوبر الأيمن وفوق الحرف "أو" في كلمة "سان فرانسيسكو" مباشرةً.
وقد تعرض تصميم العملة المعدنية فئة 50 دولار لانتقادات معاصرة، إذ اقترح البعض أن وجود الدلافين على العملة المعدنية المثمنة الشكل يعني أن القناة قد بنيت لراحة الحيتانيات. كما احتوى مقال نُشر عام ١٩١٦ في المجلة الأمريكية لعلم العملات على استنتاج مفاده أن "الانتقادات التي تُسمع كثيرًا والتي تُشير إلى أن هذه العملة لا تحمل أي طابع أمريكي باستثناء النقش مبررة تمامًا". ورفض سوياتيك وبرين الانتقادات ووصفاها بأنها "كثيرة وغير ذات صلة في معظمها وتستند إلى سوء فهم تام للرموز. [بدأ ماكادو المقال] بادعاءات سخيفة مفادها أن بالاس أثينا لا تعني شيئًا على عملة أمريكية ما لم يكن من الممكن تحديد هويتها على أنها ليبرتي وأن بومة أثينا لن تعني شيئًا لنا جميعًا". كما اعتبر فيرمول العملات المعدنية بقيمة 50 دولار "جولة قوة قديمة بالتأكيد لكنها غير عادية بما يكفي في جميع النواحي لتكون جديرة بما يمكن أن يحققه الفن النقدي الأمريكي". لاحقًا شعرت النقاشة الرئيسية إليزابيث جونز أن القطع التي تبلغ قيمتها 50 دولار كانت "متوافقة من الناحية الأسلوبية مع تلك الفترة [وتتمتع] بمزايا فنية كبيرة". واعتبر جيف جاريت ورون جوث -في كتابهما عن العملات الذهبية الأمريكية- أن عملات بنما باسيفيك فئة 50 دولار "واحدة من أكثر الإصدارات المذهلة التي أنتجتها حكومة الولايات المتحدة على الإطلاق".

## الإنتاج والتوزيع

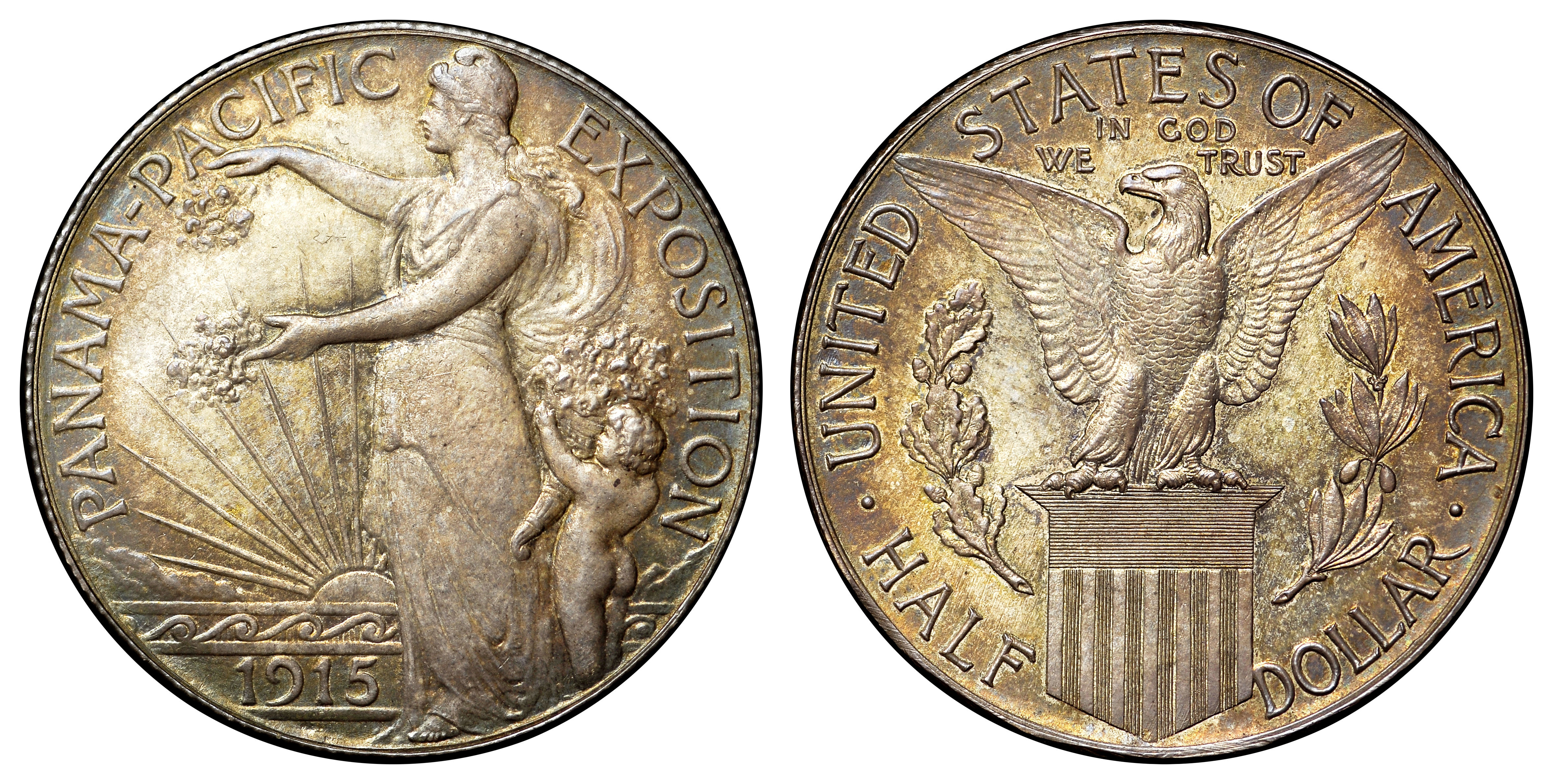
نسخة تجريبية من نصف الدولار خالية من علامة السك "س"

وبمجرد الموافقة على التصاميم قام الفنانون بإعداد قوالب برونزية لإرسالها إلى شركة ميداليك آرت في نيويورك. وهناك ستُنشأ محاور يمكن للدار أن تستخدمها لإنتاج قوالب العملات المعدنية حيث يمكن للشركة القيام بذلك بشكل أسرع من الدار. وكانت إصدارات بنما-باسيفيك أول عملات معدنية أمريكية معروفة تنتج من محاور وفرتها شركة خاصة -حيث قامت شركة ميداليك آرت بإعداد محاور لعملة النيكل بوفالو عام 1913- ولكن من غير المؤكد ما إذا كانت قد استخدمت. وقد أرسلت محاور بنما والمحيط الهادئ إلى دار سك العملة في فيلادلفيا حيث كان قسم النقش -برئاسة باربر- ينتج القوالب اللازمة. ومع أن القانون الذي يجيز ذلك كان يشترط أن تسك العملات المعدنية في سان فرانسيسكو إلا أن جميع قوالب العملات المعدنية في ذلك الوقت كان ينتجها باربر ومساعديه في فيلادلفيا.
بحلول شهر أبريل كلف روبرت دبليو وولي بمهمة مدير دار سك العملة ووافق على عينات من الدولار الذهبي، وهي أول عينات يكمل العمل عليها في 22 أبريل. ثم سافر إلى سان فرانسيسكو وكان هناك عندما وصلت قوالب الدولار في السابع والعشرين من الشهر. وعندما قام صائغ العملات في دار سك العملة في سان فرانسيسكو بفحصها تبين أنها لا تحمل علامة الدار "س" وهي العلامة المعتادة على العملات المعدنية المنتجة هناك. ولم يكن وولي متأكدًا مما إذا كان هذا الأمر مقصودًا فأرسل برقية إلى آدم م. جويس -المشرف على دار سك العملة في فيلادلفيا- في التاسع والعشرين من الشهر. وبعد أن علم أن ذلك كان متعمدًا -استنتج جويس أنه بما أن سك هذه العملة بالكامل -وهي أول إصدار تذكاري يضرب خارج فيلادلفيا- سينتج في سان فرانسيسكو فلا داعي لاستخدام علامة دار سك العملة- أمر وولي بإعادة القوالب الموجودة في سان فرانسيسكو وفي أثناء النقل إلى فيلادلفيا وإنتاج قوالب جديدة تحمل علامة دار سك العملة. كان وولي يعتقد أن الناس سوف يفترضون أن العملات المعدنية سكت في فيلادلفيا والتي لم تستخدم علامة دار سك العملة في ذلك الوقت. ويشير بوريت إلى أن دار سك العملة في سان فرانسيسكو كانت مصدر فخر محلي وأن حذف علامة دار السك من المرجح أن يؤدي إلى احتجاجات واسعة النطاق وربما إلى نوعين من كل من العملات الجديدة: واحدة مع علامة دار السك والأخرى بدونها. أرسلت قوالب الدولار الجديدة من فيلادلفيا في 3 مايو ونصف الدولار في اليوم التالي. وقد طُرحت قوالب الخمسين دولار في 14 مايو وقوالب الربع النسر في 27 مايو.

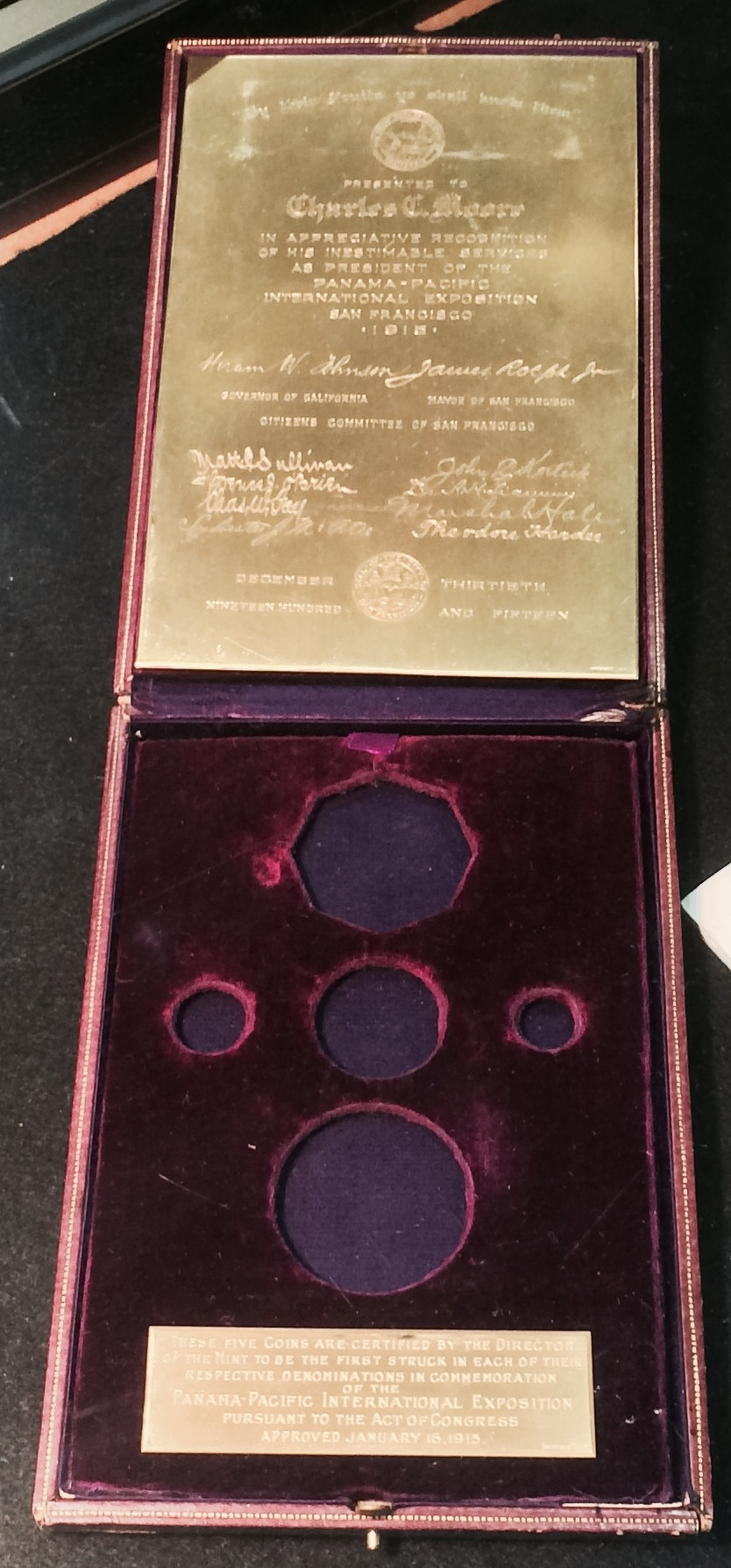
حقيبة خاصة وضعت فيها العملات المعدنية المقدمة إلى رئيس المعرض تشارلز مور

تحتوي على 2.4286 أوقية ترويسية (2.6645 أونصة؛ 75.54 غ) من الذهب ويبلغ قياسه 44.9 مليمتر (1.77 بوصة) عبر الثماني) و43 مليمتر (1.7 بوصة) في القطر للقطعة المستديرة كما كانت القطع بقيمة 50 دولار هي أكبر وأثقل العملات المعدنية الأمريكية الصادرة حتى تجاوزتها في عام 2010 عملات أمريكا الجميلة الفضية. والقطعة المعدنية المثمنة بقيمة 50 دولار هي العملة الأمريكية الوحيدة التي ليست مستديرة. حيث كانت المرافق الموجودة في دار سك العملة في سان فرانسيسكو غير كافية لضرب عملات معدنية كبيرة مثل القطع النقدية من فئة ال50 دولار وشحن مكبس ميداليات هيدروليكي من فيلادلفيا. قاموا بتشغيل هذه المطبعة بشكل احتفالي في تلك الدار في 15 يونيو 1915 لضرب القطع النقدية المثمنة بقيمة 50 دولار لأول مرة، وقد كانت الأولى من نصيب المشرف على دار سك العملة في سان فرانسيسكو تي دبليو إتش شانهان؛ لتقديمها إلى رئيس المعرض تشارلز سي مور. ونفذت هجمات أخرى على التسعة التالية على يد شخصيات بارزة أخرى بما في ذلك عضو الكونجرس كاهن. ثم سُمح لبقية الحاضرين بسعر 100 دولار لكل عملة بسك قطعة خاصة به وقد فعل ذلك ثلاثة أشخاص على الأقل بما في ذلك زوجة ديوي ومدير مكتب البريد المحلي.
قامت شركة معرض بنما والمحيط الهادئ بتعيين فاران زيربي لبيع العملات المعدنية الجديدة في المعرض. مع أحكام القانون التي تنص على ضرورة تسليم العملات المعدنية قبل افتتاح المعرض فإن المنتجات الحكومية الوحيدة التي كان على زيربي أن يبيعها في البداية في معرضه "أموال العالم" كانت ميدالية تذكارية صممها أيتكين وطبعتها مطبعة تعمل في معرض دار سك العملة، وطبعات أنتجها مكتب النقش والطباعة أيضًا في الموقع. وكانت مبيعات الميدالية بطيئة ولم يكن لدى زيربي عملات معدنية لبيعها حتى بعد وقت قصير من 8 مايو 1915 عندما أُستلم نصف الدولار وقالب الدولار. ووجد زيربي صعوبة في بيع العملات المعدنية حيث لم يعتقد العديد من المشترين المحتملين -الذين واجهوا وفرة من الميداليات ونسخًا من العملات الذهبية الرائدة في عصر حمى الذهب وغيرها من السلع من مجموعة متنوعة من البائعين- أن عملاته المعدنية كانت منتجات حكومية رسمية. ووافق مسؤولو الخزانة على السماح له بمساحة لمندوب المبيعات في معرض دار سك العملة وبيعت الفئتين الأدنى هناك مع تلقي طلبات على القطع بقيمة 50 دولار. لكن سرعان ما توقف زيربي عن بيع الدولار الذهبي هناك وتميزت بقية فعاليات المعرض بالصراع بينه وبين ممثلي وزارة الخزانة. حُدد التخصيص القانوني الكامل لكل فئة ولكن مع استمرار زيربي في بيع العملات المعدنية عن طريق البريد بعد إغلاق المعرض في 4 ديسمبر 1915 انخفضت المبيعات خلال عام 1916. ثم استمر زيربي في بيع العملات المعدنية نيابة عن المعرض حتى نوفمبر 1916 على الأقل وفي مرحلة ما باع كمية غير معروفة لنفسه لتلبية الاحتياجات المستقبلية لتجارته في العملات المعدنية. وقد صهرت الخزانة البقية.
وقد قامت الدار بضرب 1500 قطعة من كل من القطعتين فئة الـ50 دولار بالإضافة إلى تسعة قطع إضافية من القطع المثمنة وعشر قطع من القطع المستديرة لترسل إلى فيلادلفيا في انتظار اجتماع لجنة التحليل السنوي عام 1916 عندما تكون متاحة للفحص والاختبار.وقام زيربي بتجهيز صناديق وحالات عرض خاصة. ومجموعة من أربع فئات (مع اختيار المشتري بين الدائرية أو المثمنة مقابل 50 دولار) تكلف 100 دولار ومجموعة من خمس فئات تكلف 200 دولار. وقيل إن إطارات العرض النحاسية التي تحتوي على اثنتين من كل عملة -حسب قول سلابوغ- بلغت تكلفتها 400 دولار، ولكن سويانتيك -في كتابه الصادر عام 2011 عن القطع التذكارية- يشير إلى أن هذه المجموعات ربما أعطيت بالفعل لكبار الشخصيات، حيث لا توجد إيصالات مبيعات أو مراسلات معروفة تتعلق بها. وبيعت مجموعة من الفئات الثلاث الأصغر بمبلغ 7 دولارات ونصف الدولار بسعر 1 دولار والدولار الذهبي بسعر 2 دولار أو 2.25 دولار (قد تختلف الأسعار) وربع النسر بسعر 4 دولارات لكل منهما.

## التجميع والسكوك

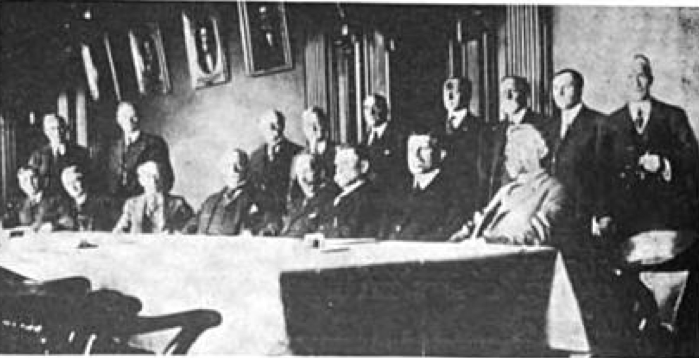
اجتمعت لجنة التحليل الأمريكية في التاسع والعاشر من فبراير عام 1916 لاختبار العملات المعدنية الصادرة في عام 1915. من بين الأعضاء ومسؤولي دار سك العملة الذين ظهروا في الصورة مدير دار سك العملة روبرت دبليو وولي (يقف الرابع من اليسار) والنقاش الرئيسي تشارلز إي باربر (يقف الثالث من اليسار) ومدير دار سك العملة في فيلادلفيا آدم جويس (يقف في أقصى اليمين).

لقد بيع عدد أكبر من القطع المثمنة بقيمة 50 دولارًا مقارنة بالقطع المستديرة حيث أثبتت الأولى شعبيتها بسبب ارتباطها بحمى الذهب وكذلك لأن الناس أحبوا الدلافين. وبما أن نصف العملات المعدنية المصرح بطبعها والتي بلغ عددها 3000 عملة من فئة 50 دولارًا كانت من كل نوع فإن هذا يعني أن المزيد من العملات المستديرة سوف تصهر مما يترك العملة المستديرة بقيمة 50 دولارًا بأقل توزيع بالمقارنة مع أي عملة تذكارية أمريكية حوالي 483 - وكان الوصيف هو العملة المثمنة بحوالي 645 مع أن المصادر تختلف بشأن الأعداد الدقيقة الموزعة. ومن المعروف أن نصف الدولار والدولار ضُربا بمعادن مختلفة، ويُعتقد أن القطع ضربت لخلق نوادر.
ظلت العملات المعدنية من فئة 50 دولارًا هي العملات الأعلى قيمة في الولايات المتحدة لسنوات عديدة. ففي عام 1986 بدأت دار سك العملة في إنتاج عملة النسر الذهبي الأمريكية والتي بلغت قيمتها الاسمية 50 دولارًا أيضًا. سُجل تجاوز الرقم القياسي مع النسر البلاتيني الأمريكي بقيمة اسمية بلغت 100 دولار في عام 1997.
يُدرج كتاب دليل آر إس ييومان للعملات المعدنية للولايات المتحدة -الذي نُشر في عام 2018- نصف دولار بنما-المحيط الهادئ بسعر يتراوح بين 375 دولارًا و2500 دولار وذلك اعتمادًا على الحالة. كما يتراوح سعر الدولار بين 525 و1775 دولاراً، ويتراوح سعر الربع نسر بين 1550 و6000 دولار. أيضاً تتراوح أسعار القطعة الدائرية التي يبلغ سعرها 50 دولارًا بين حوالي 55000 و240000 دولار، بينما تتراوح أسعار القطعة المثمنة الشكل بين 55000 و245000 دولار اعتمادًا على حالتها.
| الفئة                | ضرب النقود | تحليل العملات المعدنية | ذُوب    | التوزيع الصافي |
| -------------------- | ---------- | ---------------------- | ------ | -------------- |
| نصف دولار            | 60,000     | 0–30                   | 32,866 | 27,134         |
| الدولار الذهبي       | 25000      | 34                     | 10,000 | 15000          |
| ربع نسر              | 10,000     | 17                     | 3,251  | 6,749          |
| 50 دولارًا مثمنًا      | 1500       | 9                      | 855    | 645            |
| جولة بقيمة 50 دولارًا | 1500       | 10                     | 1,017  | 483            |